# Lilium philadelphicum
Lilium philadelphicum es una especie de planta bulbosa de la familia Liliaceae nativa de Norteamérica.
Una variante de la especie; (L. philadelphicum andinum) fue designada como emblema oficial de la provincia de Saskatchewan en Canadá en  1941.  También figura en la bandera de esta división política canadiense..

## Sinonimia
- Lilium andinum Nutt. in J.Fraser, Cat.: s.p. (1813), nom. nud.
- Lilium umbellatum Pursh, Fl. Amer. Sept. 1: 229 (1813).
- Lilium wansharicum Duch., J. Soc. Natl. Hort. París, II, 5: 49 (1871).
- Lilium masseyi Hyams, Bot. Gaz. 28: 431 (1899).
- Lilium montanum A.Nelson, Bull. Torrey Bot. Club 26: 6 (1899).
- Lilium lanceolatum T.J.Fitzp., Proc. Iowa Acad. Sci. 13: 131 (1906).[2]